# Panteno
Panteno (em latim: Pantaenus; Sicília, ? – Alexandria, 200) foi um filósofo e teólogo cristão do século II. Foi o fundador da Escola Catequética de Alexandria, também chamada de Didascaleu (Didaskaleion), em 190. Esta escola, a primeira do gênero no mundo, se tornou muito influente durante o Cristianismo primitivo e no desenvolvimento da teologia cristã.

## Vida e obras
Educado na doutrina estoica, vivendo em Alexandria. Converteu-se ao Cristianismo e procurou conciliar a nova fé com a filosofia grega. Seu mais famoso estudante, Tito Flávio Clemente, também conhecido como Clemente, o descreveu como "a abelha sícula". Ele viria a substituí-lo posteriormente na direção da escola. Clemente havia sido discípulo de outros seis professores antes de conhecer Panteno. Quando o encontrou, disse: "Encontrei finalmente aquilo que procurava" [carece de fontes?].
Embora nenhum escrito de Panteno tenha sobrevivido, seu legado é conhecido hoje por causa da influência da Escola Catequética no desenvolvimento da teologia cristã, em particular nos primeiros debates sobre a interpretação da Bíblia, sobre a Trindade e a Cristologia. Ele foi o principal defensor de Serapião de Antioquia pelos seus atos contra a influência do Gnosticismo.
Além de seu trabalho como professor, Eusébio relata que Panteno foi, por um tempo, um missionário, viajando a lugares tão distantes quanto a Índia, onde, de acordo com Eusébio, ele encontrou comunidades cristãs utilizando o Evangelho de Mateus que lhes havia sido deixado em cartas em hebraico, supostamente deixadas pelo apóstolo Bartolomeu em pessoa (e que pode ter sido o Evangelho dos Hebreus). Isto pode indicar que os cristãos sírios, utilizando a versão siríaca do Novo Testamento, já tinham evangelizado partes da Índia no século II. Certamente a mais antiga igreja indiana deriva de missões siríacas e utilizava Bíblias nesta língua. Porém, alguns autores sugeriram que devido às dificuldades de Panteno com a língua dos Cristãos de São Tomé (um grupo antiquíssimo de cristãos no sudoeste da Índia[a]), ele pode ter interpretado incorretamente uma referência a Mar Thoma (Bispo Tomé), que é quem atualmente as igrejas siríacas acreditam ter evangelizado a Índia, como Bar Tolmai (o nome hebraico de Bartolomeu). Outros dizem que Eusébio pode ter confundido a Índia com a Arábia ou a Etiópia, como já tinham feito outros autores gregos.
Jerônimo, aparentemente confiando totalmente nas evidências de Eusébio (História Eclesiástica), escreveu que Panteno visitou a Índia "...para pregar Cristo aos brâmanes e filósofos em sua obra De Viris Illustribus. É improvável que Jerônimo tenha tido alguma informação sobre a missão de Panteno à Índia que seja independente de Eusébio. Jerônimo afirmou ainda que, quando ele escreveu, havia muitos textos de Panteno ainda existentes.
Panteno é venerado como santo pela Igreja Católica e pela  Igreja Copta, festejado em 7 de julho, pelos católicos, e no dia 22 de julho, pelos coptas.